# د برای دزدی
د برای دزدی 
(به تلوگویی: D for Dopidi) و (به انگلیسی: S for Stealing) فیلمی هندی محصول سال ۲۰۱۳ و به کارگردانی سیراج کالا است. در این فیلم بازیگرانی همچون ساندیپ کیشان، نوین پولشتی، راکش راچاکوندا و ملانی چاندرا ایفای نقش کرده‌اند.